# Al-'Ula
Al-'Ula (arabsko ٱلْعُلَا) je starodavno arabsko oazno mesto v provinci Medina v severozahodni Saudovi Arabiji. Al-'Ula, ki leži v Hedžasu, zgodovinski regiji, ki ima pomembno vlogo v zgodovini islama in več predislamskih semitskih civilizacij, je bila tržno mesto na zgodovinski poti kadila, ki je povezovala Indijo z Levantom in Evropo.
Neposredna bližina vsebuje edinstveno koncentracijo dragocenih artefaktov, vključno z dobro ohranjenimi starodavnimi kamnitimi napisi, ki ponazarjajo razvoj arabskega jezika, in koncentracijo skalnih bivališč in grobnic, ki izvirajo iz nabatejskega in lihjanitskega obdobja, ki sovpada z grško-rimskim vplivom med klasično antiko. Prva na Unescovem seznamu svetovne dediščine, Hegra (znana tudi kot Al-Hijr ali Mada'in Saleh), je nahaja 22 km severno od mesta, v provinci Al-'Ula. Hegro, ki so jo pred več kot 2000 leti zgradili Nabatejci, pogosto primerjajo s sestrskim mestom Petra v Jordaniji. Medtem starodavno obzidano mesto Al-'Ula (»staro mesto«), ki je v bližini oaze, ki je omogočila naselitev, vsebuje gosto skupino hiš iz blatne opeke in kamna. Al-'Ula je bila tudi prestolnica starodavnih Lihianitov (Dedanitov).
Danes je mesto Al-'Ula znotraj guvernata Al-'Ula (arabsko مُحَافَظَة ٱلْعُلَا, latinizirano: Muḥāfathat Al-ʿUlā), enega od sedmih konstitutivnih okrožij province Medina. Mesto je 110 km jugozahodno od Tajme in 300 km severno od Medine. Mesto (občina) obsega 2391 kvadratnih kilometrov in ima 5426 prebivalcev. Poleg starodavnega starega mestnega jedra je novejše zgodovinsko mesto, ki prikazuje naselitvene vzorce arabsko-islamskega urbanizma, še vedno naseljeno in trenutno doživlja renesanso. Območje je znano tudi po osupljivi pokrajini skal, kanjonov in vadijev ter kontrastu med tem suhim okoljem in bujnimi oazami, polnimi palm, blizu središča mesta.
Al-'Ula je bila nekoč ključna postaja na Hedžaški železnici, ki je povezovala Damask z Medino.

## Zgodovina
Obzidano mesto Al-'Ula je bilo ustanovljeno v 6. stoletju pred našim štetjem, oaza v puščavski dolini, z rodovitno prstjo in veliko vode. Bila se je ob Poti kadila, mreži poti, ki je omogočala trgovanje z začimbami, svilo in drugimi luksuznimi predmeti skozi Aksumsko kraljestvo, Arabijo, Egipt in Indijo. Al-'Ula stoji na mestu biblijskega mesta Dedan, vendar je bilo ustanovljeno s starodavnim severnoarabskim kraljestvom Lihjan, ki je vladalo od 5. do 2. stoletja pred našim štetjem. Starejšo zgodovino oaze delimo na več faz. Dedanitsko kraljestvo obsega 7. in 6. stoletje pr. n. št. Dedan je omenjen v Harranskih napisih. V njih je povedano, kako je babilonski kralj Nabonid leta 552 pr. n. št. ali nekoliko kasneje izvedel vojaški pohod v severno Arabijo in osvojil Tajma Dedan in Jathrib (sodobna Medina). Menijo, da je na prelomu petega stoletja pred našim štetjem kraljestvo postalo dedno.
Naslednjih štiristo let, do okoli leta 100 pr. n. št., je bil čas kraljestva Lihjan. Nabatejci so bili gospodarji regije vsaj do leta 106 našega štetja, ko so Rimljani osvojili njihovo prestolnico Petro. Nabatejci so Hegro, današnji Mada'in Saleh, naredili za svojo drugo prestolnico. Središče moči regije se je tako premaknilo v Hegro, približno 22 km severno od Al-'Ule.
Al-Mabijat, približno 20 km stran blizu Mughaire, je postal naslednje trgovsko središče regije. Uspeval je od okoli leta 650 do leta 1230, dokler ni propadel. V 13. stoletju je bilo zgrajeno staro mesto Al-'Ula in ponovno uporabljenih veliko kamnov starih ruševin dedanitov in lihjanitov. Al-'Ula je zdaj spet postala glavna naselbina v regiji do modernih časov. Med letoma 1901 in 1908 so Osmani zgradili Hedžaško železnico, da bi povezali Damask z Medino. Železnica je imela glavne postaje v Mada'in Salehu (Hegra) in Al-'Uli, kjer je bila proga zgrajena skozi zahodni del Al-Khurajbo, približno 12 km severno od starega srednjeveškega mesta, za katerega se domneva, da je mesto starega mesta Dedanit in Lihjanit, ki še vedno stoji tam, čeprav je v slabem stanju.
V 20. stoletju je nastalo novo mesto ob starem mestnem jedru in sčasoma so ljudje zapustili stare stavbe. Zadnja družina naj bi jo zapustila leta 1983, zadnja služba v stari mošeji pa je bila leta 1985. Ruševine srednjeveškega mesta in kraj naselbine Lijhanitov zdaj ležijo znotraj meja sodobnega mesta.
Najnatančnejšo raziskavo območja sta opravila francoska duhovnika Antonin Jaussen in Raphaël Savignac, ki sta območje obiskala trikrat, v letih 1907, 1908 in 1910. Preučevala sta ostanke v Hegri in Dedanu ter zbrala veliko število lihjanitskih, minejskih, tamudskih in nabatejskih napisov. Skladno s tem je njihovo delo postalo osnova za vse nadaljnje študije in raziskave zgodovine tega območja.
Prvi evropski popotnik sodobnega časa, ki je opisal mesto, je bil Charles Doughty leta 1876. Charles Huber je bil v Al-'Uli v letih 1881–82. Vrnil se je leta 1883 v spremstvu Juliusa Eutinga. Leta 1968 je skupina arheologov z Univerze v Londonu raziskala približno petnajst napisov.
Navpične pečine iz peščenjaka, ki obkrožajo dolino, zagotavljajo veliko površin za skalno umetnost, zaradi česar je guvernat eno izmed bogatejših območij s petroglifi v kraljestvu. Ar-Ruzeikia je gora v južnem delu province z veliko petroglifi, ki prikazuje na stotine slik, vključno z upodobitvami lovskih prizorov z ljudmi in različnimi živalmi. Najpogostejše vrste so kozorogi, najdemo pa lahko tudi kamele, konje in druge vrste. Gora Ikma ima tudi veliko fasado s prizori, čudnimi simboli in napisi.

### Dogodki
Tukaj je zaporedje zgodovinskih dogodkov in starodavnih dokazov, najdenih v guvernerju Al-'Ula:
| Obdobje                                      | Opis |
| -------------------------------------------- | --- |
| Bronasta doba                                | 1. Dokazi iz bronaste dobe v Al-Hidžr 2. Arheološko najdišče – grobnice C14 2113/1892 pr. n. št.                                                                                          |
| Starodavna severnoarabska kraljestva (DEDAN) | 1. Glavno mesto 2. Vodno gospodarstvo in razvoj kmetijstva (uvedena datljeva palma) 3. Blaginja zaradi trgovine s kadili v Mezopotamiji 4. Starodavne severnoarabske pisave (Džabal Ikma) |
| Nabatejsko kraljestvo (Hegra)                | 1. Deluje kot južna prestolnica 2. Spektakularne izrezljane fasade grobnic 3. Upravljanje z vodami 4. Blaginja zaradi trgovine s kadili v Sredozemlju                                     |
| Rimsko cesarstvo prisotno                    | 1. Utrdba v Hegri 2. Najjužnejša meja Rimskega cesarstva |
| Islamsko obdobje (QURH, Al-'Ula)             | 1. Blaginja zaradi trgovine in romanj 2. Upravljanje z vodami |
| Osomanska prisotnost                         | 1. Hedžaška železnica z več postanki v regiji za posodobitev romarskega potovanja 2. Utrdbe za zaščito romarskega potovanja                                                               |

## Administracija
V guvernatu 'Ula so štiri večje občine: Al-'Ula: glavno mesto, ki leži na jugozahodu (5426 prebivalcev); Mughīrāʾ (arabsko مُغِيْرَاء) na jugovzhodu (8.952 prebivalcev); Abu Raku, na severu (2678 prebivalcev); in Al Hadžar na severovzhodu (1.707 prebivalcev).

### Heritage Village
AlUla Heritage Village, znana tudi kot Ad-Deerah, je tradicionalna arabska vas, v katero so se ljudje iz oaze preselili pred približno osmimi stoletji in v njej živeli do 20. stoletja. Zgrajena je bila na višjem delu doline, da bi bila zaščitena pred poplavami, ki lahko nastanejo v deževnem obdobju. Ob največji širitvi je mesto vsebovalo več kot 1000 hiš, ki so bile zgrajene ena ob drugi in tako oblikovale obzidje okoli mesta za obrambo prebivalstva. Zahodno od mesta, na dnu pečine, je stari suk, ki je bil prenovljen.

### Kraljeva komisija za Al-'Ulo
Pomen Al-'Ule kot arheološkega in zgodovinskega najdišča je privedel do ustanovitve Kraljeve komisije za Al-'Ulo (RCU) julija 2017, katere cilj je razvoj in promocija Al-'Ule kot destinacija mednarodnega turizma. Poleg tega komisija pripravlja načrte za ohranjanje in zaščito dediščine.

### Razvojni načrt
Da bi spodbudili turizem in povečali privlačnost, Kraljeva komisija za Al-'Ula usposablja 200 mladih Saudijcev za ambiciozen projekt, v katerem bodo turisti raziskovali kulturne zaklade območja. 200 mladih najetih iz regije Al-'Ula (vsi srednješolske starosti ali v prvem letniku univerzitetnega študija, razdeljenih med fante in dekleta) je v Riadu, kjer se usposabljajo za gostinstvo in se učijo novih jezikov, študij kmetovanja in vodne tehnologije ter raziskovanje kulturne, družbene in naravne zgodovine domače regije.

### Letališče Prince Abdul Majeed bin Abdulaziz
Mednarodno letališče princa Abdula Majeeda bin Abdulaziza je bilo ključni del razvojne strategije kraljeve komisije za Al-'Ula (RCU), ki je predvidevala, da postane globalna destinacija za kulturo in turizem. Marca 2021 je bilo letališče odobreno za sprejemanje mednarodnih letov, skupaj s povečano zmogljivostjo za sprejem 15 komercialnih letov hkrati. Kapaciteta se je povečala s 100.000 na 400.000 potnikov na leto.

## Turizem
Vlada Saudove Arabije sodeluje s strokovnjaki z vsega sveta pri razvoju Al-'Ule. Aprila 2018 je podpisala 10-letno pogodbo s Francijo, ki vključuje določbe za hotele, prometno infrastrukturo in muzej kulture in umetnosti svetovnega razreda. RCU od leta 2021 v sodelovanju z AstroLabs izvaja pospeševalnik za MSP, da bi zagotovil rast lokalnega turističnega ekosistema. S tem programom se je regija lotila ambiciozne misije sprejeti 2 milijona turistov in prispevati 120 milijard SAR k nacionalnemu BDP do leta 2030.
Komisija, zadolžena za zaščito in regeneracijo severozahodne regije, je začela veliko celovito arheološko raziskavo doline Al-'Ula in širše. Medtem ko je bil pripravljen načrt za ohranjanje in razvoj, so bila nekatera mesta, vključno z območjem svetovne dediščine Mada'in Saleh, zaprta za javnost, vendar so od leta 2020 odprta za obiskovalce.
Z olajšanjem vizumskega postopka za mednarodne potnike Al-'Ula privablja več turistov iz tujine. Njena najbolj priljubljena mesta so: staro mestno jedro Al Ula, pot dediščine Oaze, območje Unescove dediščine Hegra, Dadan, Dabal Ikmah, Dabal AlFil (Slonova skala), razgledna točka Harrarat ali Maraja. Popotniki z vsega sveta lahko uživajo tudi v številnih dejavnostih, kot so opazovanje zvezd, hoja po puščavskih sipinah, puščavska taborjenja, pohodništvo, kolesarjenje, plezanje po skalah, via ferrata in druge.

### Džabal AlFil (Slonova skala)
Slonova skala (Džabal AlFil) je ena najbolj priljubljenih kamnitih formacij na svetu in vrhunec regije Al-'Ula. Če pogledamo od daleč, se ta skala zdi kot slon z rilcem, privezanim k zemlji. Velikanska skala, ki stoji na višini 52 metrov, se povzpne za tri nadstropja v arabsko nebo. Stoji 11 km severovzhodno od Al-'Ule.
Ta skala izstopa med drugimi ročno izrezljanimi okrašenimi strukturami bližnjih nabatejskih grobnic Hegre, saj so jo oblikovale naravne sile. Deblo in telo te zveri iz rdečega peščenjaka sta se oblikovala zaradi vodne in vetrne erozije, ki je nastala v milijonih let. Ogromen slon stoji v pokrajini zlatega peska, obdan z drugimi skalnatimi formacijami, ki so prav tako impresivne velikosti.

### Namestitev v Al Ula
Ker se turistična infrastruktura v Al-'Uli še vedno razvija, je lahko iskanje cenovno ugodne namestitve v visoki sezoni izziv. Turisti imajo na voljo različne možnosti, od kampov, počitniških hiš (apartmajev ali koč) do luksuznih letovišč. Letovišče naj bi bilo zgrajeno že leta 2020 in dokončano leta 2023 na območju Šaraan. Vključeval bo stanovanjske soseske, konferenčno dvorano, prostor za sprostitev in restavracije.

### FestivalZima v Tantori
Zima v Tantori je bilo tradicionalno praznovanje začetka 40-dnevne zimske rastne sezone. Ime festivala Tantora se zgleduje po sončni uri v starem mestu Al-'Ula, ki so jo domačini uporabljali kot oznako za menjavo letnih časov. 20. decembra 2018 se je prva Zima v Tantori začela s serijo različnih tematskih vikend dogodkov, vključno z glasbenimi, umetniškimi, zabavnimi in kulturnimi dogodki. Koncerti so bili izvedeni v koncertni dvorani Maraja, ki je bila na novo zgrajena za ta namen in katere zunanje stene so pokrite z ogledali, Maraja je arabska beseda za "ogledala". Druga izdaja festivala je potekala 19. decembra 2019 in je vključevala nastope Omarja Khairata, EBI "Ebrahim hamedi", Andree Bocellija, Yannija, Enriqueja Iglesiasa in Lionela Richieja.
26. decembra 2019 je koncertna dvorana Maraja postavila Guinnessov svetovni rekord za največjo zrcalno stabo na svetu, v kateri jo pokriva 9740 kvadratnih metrov zrcalne fasade.

### Festival Azimut
Saudova Arabija je v okviru festivala Zima v Tantori gostila tridnevni festival glasbe, umetnosti in hrane. Festival Azimuth, ki je potekal med 5. in 7. marcem 2020, je bil dogodek, ki je združil vzhod in zahod v Al-'Uli. Zaznamoval je nastope umetnikov, kot so The Chainsmokers, Jean-Michel Jarre, Tinie Tempah in drugi. Dogodek se je zgodil na začetku pandemije COVID-19 in je bil tako malo odmeven.

### Perzijska noč v Al-'Uli
Od 6. do 7. marca 2020 je na zimskem praznovanju Kraljevine Saudove Arabije v mestu Al-'Ula potekal velik koncert iranskih pevcev. Na koncertu so bili Ebi, Leila Forouhar, Shahram Shabpareh, Shadmehr Aghili, Andy (Andranik Madadian), Arash in Sasy.

### Vizija Al-'Ula
11. februarja 2019 je prestolonaslednik Mohamed bin Salman predstavil vizijo Al-'Ula, ki prikazuje letovišče in naravni rezervat Šaran. Vizija vključuje tudi ustanovitev Globalnega sklada za zaščito in revitalizacijo arabskega leoparda.